# Cornopteris crenulatoserrulata
Cornopteris crenulatoserrulata är en majbräkenväxtart som först beskrevs av Mak., och fick sitt nu gällande namn av Takenoshin Nakai. Cornopteris crenulatoserrulata ingår i släktet Cornopteris och familjen Athyriaceae. Inga underarter finns listade.